# صاع

صاع یکای جرم برابر با ۹ رَطل عراقی است. در نتیجه هر صاع برابرِ ۲،۴۶۴ گرم است. مقدار زکات فطره برای هر شخص برابر یک صاع قوت غالب می‌باشد.